# Dvorac Oršić-Slavetić
Dvorac Oršić	, dvorac u mjestu Slavetić, općina Jastrebarsko, zaštićeno kulturno dobro.

## Opis
Dvorac Oršić smješten je na rubu naselja Slavetić. Sagradila ga je početkom 16. st. plemićka obitelj Oršić u čijem je vlasništvu i danas. Dvorac karakterizira zgusnuta struktura i organska adicija volumena različitih oblika i dimenzija uokolo nevelikog pravokutnog dvorišta. Utvrda se pregrađivala i dograđivala u nekoliko navrata pri čemu je promijenjena njena osnovna funkcija u stambeno ladanjsku. Palas i kula čine najstariju građevnu jezgru dvorca s početka 16. st., slijedi izgradnja jugozapadne kule s erkerima i istočnog krila s glavnim portalom, dok u 18. st. nastaje južno krilo i dio zapadnog krila te se pregrađuje kula s erkerima. Ima izuzetnu arhitektonsku i ambijentalnu vrijednost.

## Zaštita
Pod oznakom Z-2254 zaveden je kao nepokretno kulturno dobro - pojedinačno, pravna statusa zaštićena kulturnog dobra, klasificirano kao "sakralna graditeljska baština".